# Jean Philippe
Jean Philippe (1930-7 de enero de 2022) es un cantante francés que representó a Francia en el Festival de Eurovisión 1959 y a Suiza en el Festival de Eurovisión 1962.
El Festival de Eurovisión de 1959 se celebró en Cannes, Francia, ya que el año anterior había ganado el francés André Claveau, en Hilversum, Países Bajos.
Bajo el nombre de "Grand Prix de la chanson Européenne", el certamen tuvo lugar en el Palais des Festivals et des Congrès el 11 de marzo de 1959.
Jean Philippe participó con la canción "Oui, oui, oui, oui" acabando en tercera posición con 15 votos, la canción alcanzó gran difusión cuando fue versionada por Sacha Distel.
Una particularidad de aquel año fue la reinterpretación de las tres canciones clasificadas en las primeras posiciones, por lo que Jean Philippe volvió a actuar al final del Festival.
En 1962, Jean Philippe volvió a participar en el Festival, aquella vez representando a Suiza con la canción "Le Retour". Se clasificó en décima posición con solo dos puntos otorgados por el jurado de Alemania y empatando con Noruega. En esa edición ganó Francia, su país.